# William Craig

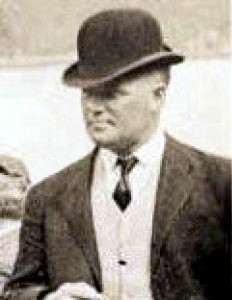
William Craig (1902)

William Craig (Listopad 1855 - 3 września 1902) był pierwszym funkcjonariuszem United States Secret Service, który zginął podczas wypełniania obowiązków służbowych.
Urodzony w Szkocji Craig służył 12 lat w armii brytyjskiej. Po zwolnieniu, w wieku 38 lat, wyemigrował do USA i zamieszkał w Chicago. Craig wstąpił w szeregi Secret Service w 1900. Po zabójstwie prezydenta Williama McKinleya w 1901 Secret Service przejęła funkcję stałej ochrony osobistej prezydenta (co czyni po dziś dzień).
3 września 1902 roku prezydent Theodore Roosevelt wraz z gubernatorem stanu Massachusetts Winthropem M. Crane'em i swoim sekretarzem George'em B. Cortelyou'em jechał otwartym wozem konnym w Pittsfield w Massachusetts. Prezydentowi towarzyszył Craig.
W wyniku wypadku, spowodowanego przez kierowcę samochodu, który najechał na wóz, zginął Craig. Roosevelt został tylko lekko pokaleczony i doznał otarć.